# Pakistan International Airlines-vlucht 8303
Op 22 mei 2020 stortte Pakistan International Airlines-vlucht 8303, een binnenlandse vlucht van Pakistan International Airlines (PIA) neer in een dichtbevolkte woonwijk van Karachi. Het aantal passagiers aan boord was 91. Vlucht PK8303 vloog van Lahore naar Jinnah International Airport. Het betrokken vliegtuig was een Airbus A320. Pakistan's Safety Investigation Board onderzocht de ramp.

## De crash
Het vliegtuig was bijna aan het einde van een 90 minuten durende vlucht, toen het rond 14.45 uur lokale tijd (09:45 UTC) verongelukte boven de wijk Model Colony. Dit gebeurde op ongeveer 3 kilometer (1,9 mijl) van de luchthaven. Bij de eerste landingspoging landde het vliegtuig -bij vergissing- zonder dat het landingsgestel uitgeklapt was. Waarschijnlijk daarom maakte het toestel een doorstart. De piloot heeft daarna de luchtverkeersleiding, door middel van een Mayday, via de radio geïnformeerd over technische problemen, waarna de verkeersleiding de piloot vertelde dat hij uit twee beschikbare banen kon kiezen. De buiklanding veroorzaakte problemen met het functioneren van beide motoren, kort daarna verongelukte het toestel.

## Vliegtuig
Het vliegtuig was een Airbus A320-214, gebouwd in 2004 en eigendom van GE Capital Aviation Services (GECAS). Het voerde zijn eerste vlucht op 17 augustus 2004 uit en werd tussen 2004 en 2014 verhuurd aan China Eastern Airlines als B-6017. Vervolgens werd het op 31 oktober 2014 door GECAS verhuurd aan Pakistan International Airlines (PIA), met registratie AP-BLD. Het werd aangedreven door CFM56-5B4 / P-motoren, die voor het laatst in februari en mei 2019 waren geplaatst. Het landingsgestel werd in oktober 2014 geplaatst en zou in 2024 aan de volgende onderhoudsbeurt toe zijn. De technische afdeling van PIA meldde dat de laatste routineonderhoudscontrole van het vliegtuig werd uitgevoerd op 21 maart 2020, terwijl de meest uitgebreide controle voor het laatst werd uitgevoerd op 19 oktober 2019, waarbij geen defecten werden gevonden in de motoren, het landingsgestel of de vliegtuigelektronica. Van 22 maart tot 7 mei 2020 was het vliegtuig aan de grond gebleven vanwege annuleringen van vluchten tijdens de wereldwijde COVID-19-pandemie. Vanaf 7 mei had het vliegtuig zes vluchten uitgevoerd. De Civil Aviation Authority had het vliegtuig tot 5 november 2020 vliegklaar verklaard. Het vliegtuig had de dag voorafgaand aan het ongeval een vlucht van Muscat naar Lahore uitgevoerd. Het vliegtuig had 47.124 vlieguren geregistreerd.

## Slachtoffers
Pakistan International Airlines heeft details vrijgegeven van het vluchtmanifest met 91 passagiers (51 mannen, 31 vrouwen en 9 kinderen); er waren ook acht bemanningsleden. Het dodental werd bevestigd als 97, allen zaten zij aan boord van het vliegtuig. Een van de passagiers was een Amerikaans staatsburger. Het Pakistaanse model en actrice Zara Abid was een van de passagiers van de vlucht.

## Onderzoek
Airbus heeft aangekondigd dat zij het onderzoek steunen. Vervolgens bezocht een 11-koppig Airbus-team de crashlocatie op 26 mei. Na de crash werd de flightdatarecorder (FDR) gevonden en de cockpitvoicerecorder (CVR) ook. De FDR en de CVR werd overgedragen aan de onderzoekscommissie en uiteindelijk aan het Airbus-onderzoeksteam gegeven, dat hem naar Frankrijk zou brengen voor het uitlezen van de data. 
Ghulam Sarwar Khan, de federale minister van de luchtvaartdivisie, zei dat de volledige resultaten van het onderzoek binnen drie maanden beschikbaar zouden zijn. Een voorlopig onderzoeksrapport, gepubliceerd door de CAA, zou hebben gezegd dat de motoren de startbaan drie keer hadden geschraapt bij de eerste poging van de piloot om te landen, wat wrijving en vonken veroorzaakte. De contacten met de landingsbaan hebben mogelijk schade aan de olietank en de brandstofpomp van de motoren veroorzaakt. 

## De piloot
De gezagvoerder, Sajjad Gul, had een vliegervaring van 18.000 vlieguren. The Economic Times meldde dat de piloot naar verluidt waarschuwingen van de luchtverkeersleiding over de hoogte en snelheid van het naderende vliegtuig had genegeerd. Om 14.30 uur was het vliegtuig 15 zeemijlen verwijderd van Karachi, bij Makli, en vloog het op een hoogte van 10.000 voet in plaats van de aanbevolen 7.000 voet, toen de verkeersleiding de eerste waarschuwing gaf om de hoogte te minderen. In plaats van af te dalen, antwoordde de piloot dat hij tevreden was met de hoogte. Op slechts 10 zeemijlen van de luchthaven bevond het vliegtuig zich op een hoogte van 7.000 voet in plaats van 3.000 voet. De verkeersleiding gaf een tweede waarschuwing om af te dalen. De piloot reageerde opnieuw door te stellen dat hij tevreden en in staat was om de situatie aan te kunnen en dat hij voorbereid was op de landing.

## Nasleep
De minister van Volksgezondheid riep de noodtoestand uit voor de ziekenhuizen van Karachi. Premier Imran Khan beval dat alle beschikbare middelen naar de crashplaats kwamen, evenals het hoofd van de luchtmacht. Khan kondigde ook een onderzoek aan, terwijl PIA naar verluidt haar website had gesloten.
Pakistan had, na opschorting tijdens de COVID-19-pandemie, slechts een paar dagen eerder, op 16 mei, toestemming gegeven om internationale vluchten te hervatten. De ramadan was ook afgelopen, en dit betekende dat veel mensen op reis gingen voor feesten met hun families.